# Эффект отражения
Эффект отражения (англ. the reflection effect) — термин в поведенческой экономике, обозначающий особенность поведения людей: стремление к риску или непринятие риска в ситуации заранее известного выигрышного или проигрышного результата (например, в азартных играх). Люди, как правило, не склонны к риску ради получения выгоды, но прибегают к риску ради избежания потерь. Назван так потому, что предполагает зеркальное отображение одной и той же реальности, пропущенное через призму того, насколько неопределенной является ситуация и как оценивается ее возможный исход.

## Общие сведения
Впервые термин ввел лауреат Нобелевской премии по экономике Даниэль Канеман в содружестве с Амосом Тверски, в своем знаменитом труде «Теория перспектив» (Prospect Theory). Эффект отражения означает наличие противоположных предпочтений в отношении ситуаций с неопределенным исходом (азартных игр / перспектив), различающихся знаком результатов: то есть, являются ли результаты выигрышами (+) или проигрышами ( —) . Например, большинство людей предпочли бы определенный выигрыш в 20 долларов вместо одной трети шанса получить 60 долларов. Но они предпочли бы одну треть шанса потерять 60 долларов (и две трети шанса ничего не потерять) вместо определенной потери в 20 долларов. На самом деле предложенные два результата различаются по знаку (+ 20 долларов против −20 долларов). Разница между отражением и эффектом фрейминга заключается в том, что в эффекте фрейминга знак результата не изменяется (Fagley, 1993); тот же результат сформулирован так, что кажется, что он превращается в результат противоположного знака (выигрыш и выигрыш кажутся выигрышем и проигрышем). Таким образом, убыток в 20 долларов может выглядеть как прибыль (например, когда ожидался еще больший убыток). Фрейминг может показаться выигрышем, но объективно остается проигрышем и является одним из видов когнитивных искажений. Эффекты отражения и фрейминга предсказываются в теории перспектив с помощью S-образной формы функции ценности: вогнутая для выгод, указывающая на неприятие риска, и выпуклая для потерь, указывающая на стремление к риску.

## Научный эксперимент
Канеман и Тверски также нашли убедительные доказательства того, что они назвали эффектом отражения. В 1981 под совместным авторством опубликовали статью «Психология выбора: обрамление наших решений» («The framing of decisions and the psychology of choice»), в которой описали модель поведения двух групп людей, поставленных перед определенным выбором.
Условная ситуация была связана со следующей легендой: США сталкивается с опасной эпидемией, поражающей граждан азиатского происхождения (Азиатская болезнь), которой могут погибнуть порядка 600 человек из указанной группы риска, проживающей на данной территории.
Для решения возникшей проблемы было разработано 2 программы, из которых нужно выбрать для применения только одну:
- программа, А: если выбрать ее, 200 человек будут спасены;
- программа B: если выбрать эту программу, то шанс на спасение 600 людей оценивается как один к трем (1/3), в то время как вероятность гибели всех 600 людей составляет два к трем (2/3).

Данная группа респондентов показала следующий результат: 72 % участников выбрали программу А.
Второй группе была озвучена та же история, но с другими (диаметрально противоположными, «зеркальными») формулировками, описывающими последствия внедрения каждой из программ:
- программа, С: если выбрать ее, погибнет 400 человек;
- программа D: если выбрать ее, то остается один шанс из трех (1/3), что никто не погибнет, в то время как вероятность гибели всех 600 человек оценивается на уровне двух к трем (2/3).

Выбор этой группы оказался зеркальным отражением результата выбора предыдущей: 78 % проголосовали на программу D.
Канеманн и Тверски обнаружили, что 72 % людей выбрали A а 78 % выбрали D, то есть в зависимости от формулировки люди выбирали зеркально противоположный по исходам результат. Это привело их к выводу, что, когда проблемы принятия решений включают не только возможные выгоды, но и возможные потери, предпочтения людей по сравнению с негативными перспективами чаще всего являются зеркальным отражением их предпочтений по сравнению с позитивными перспективами. Проще говоря, в то время как они не склонны к риску в отношении перспектив, связанных с прибылью, люди становятся склонными к риску в отношении перспектив, связанных с потерями.

## Применение в юриспруденции
Истцы склонны воспринимать урегулирование по принципу «гарантированного» как убыток — потерю более высокого денежного результата, которого они ожидали, — и, таким образом, в соответствии с эффектом отражения, готовы рискнуть судом, чтобы избежать этой потери.
Для постоянных игроков, таких как страховщики и другие профессиональные риск-менеджеры, эффект приглушен, потому что они склонны проводить собственное рефрейминг; восприятие потерь преобразовывается в выгоду с учетом положительных сторон закрытия дела. Однако для новичка, выступающего в роли ответчика эффект отражения обычно присутствует во всей красе. Если урегулирование дела медиатором представляет собой уверенный проигрыш, то поэтому ставка на то, чтобы избежать этого проигрыша в суде, кажется очень привлекательным вариантом.

## Применение в маркетинге
Ниже приведены 2 условные ситуации и способы их решения в пользу online предпринимателей и маркетологов с применением эффекта отражения.
Ситуация 1: посетитель думает, оставлять ли свой лид (контакты) в регистрационной форме на лендинге (одностраничном сайте).
Способ решения этой ситуации с позиции эффекта отражения: сосредоточить внимание клиента на выгодах уникального торговое предложения.
Механизм действия эффекта отражения: желание получить перечисленные выгоды подавляет склонность к риску их неполучения в случае отказа от заполнения .
Ситуация 2: человек думает, стоит ли ему отписаться от оформленной ранее рассылки.
Способ решения этой ситуации с позиции эффекта отражения: сосредоточить внимания на том, что он потеряет, отписавшись от рассылки (на практике это могут быть не только элементы уникального торговое предложения., но и бонусы, а также специальные предложения).
Механизм действия эффекта отражения: страх понести ущерб в виде упущенных выгод, подавляет склонность к потенциальному риску.